# Cagliari Calcio 1987-1988

## Stagione
Durante la stagione 1987-1988, il Cagliari Calcio giocò in Serie C1, 3º livello calcistico italiano, nel girone B, dopo 26 anni dalla lontana stagione 1961/1962. La società fu acquistata in estate dai fratelli Orrù, che la salvarono dal fallimento e con i libri contabili già depositati in tribunale. Gli Orrù riuscirono a costruire la squadra il mese prima dell'inizio del campionato. La presidenza fu presa da Tonino Orrù mentre per la panchina venne scelto il tecnico alessandrino Enzo Robotti, che venne poi esonerato alla 9ª giornata dopo tre sconfitte consecutive con la squadra in zona retrocessione; a sostituirlo fu scelto Mario Tiddia. Con il nuovo tecnico il Cagliari chiuse il campionato all'11º posto.
L'unica soddisfazione del Cagliari in questa stagione tribolata fu di rimanere imbattuto in tutte le sfide contro i cugini e rivali della Torres, pareggiando entrambe le partite in campionato, ed estromettendoli invece dalla Coppa Italia di Serie C ai sedicesimi di finale vincendo all'andata 1-0 e pareggiando la partita di ritorno per 0-0 a Sassari. Gli isolani saranno poi eliminati ai quarti di finale dal Francavilla.

## Rosa
| N. |                   | Ruolo | Calciatore             |
| -- | ----------------- | ----- | ---------------------- |
|    | Italia (bandiera) | P     | Mario Ielpo            |
|    | Italia (bandiera) | P     | Guido Nanni            |
|    | Italia (bandiera) | P     | Roberto Sorrentino     |
|    | Italia (bandiera) | P     | Fabio Attruia          |
|    | Italia (bandiera) | D     | Enrico Barone          |
|    | Italia (bandiera) | D     | Daniele Davin          |
|    | Italia (bandiera) | D     | Michele Fadda          |
|    | Italia (bandiera) | D     | Gianfranco Giancamilli |
|    | Italia (bandiera) | D     | Marco Marchi           |
|    | Italia (bandiera) | D     | Mauro Valentini        |
|    | Italia (bandiera) | D     | Giuseppe Zandonà       |
|    | Italia (bandiera) | C     | Roberto Barozzi        |

| N. |                   | Ruolo | Calciatore            |
| -- | ----------------- | ----- | --------------------- |
|    | Italia (bandiera) | C     | Roberto Bergamaschi * |
|    | Italia (bandiera) | C     | Lucio Bernardini (C)  |
|    | Italia (bandiera) | C     | Gianluca Congiu       |
|    | Italia (bandiera) | C     | Riccardo Maritozzi    |
|    | Italia (bandiera) | C     | Andrea Pallanch       |
|    | Italia (bandiera) | C     | Stefano Papiri        |
|    | Italia (bandiera) | C     | Ivo Pulga             |
|    | Italia (bandiera) | A     | Antonello Congiu      |
|    | Italia (bandiera) | A     | Guglielmo Coppola     |
|    | Italia (bandiera) | A     | Massimiliano Pani     |
|    | Italia (bandiera) | A     | Giampaolo Saurini     |

## Divise
Le divise per la stagione 1987-1988 sono: a quarti rossoblù la prima, bianca la seconda con striscia superiore rossa. Sono marcate Latas, mentre il main sponsor rimane F.O.S.
| 1ª divisa | 2ª divisa |  |

## Risultati

### Campionato

#### Girone di andata
| 20 settembre 1987 1ª giornata | Cosenza | 2 – 1 | Cagliari |  |

| 27 settembre 1987 2ª giornata | Cagliari | 3 – 1 | Frosinone |  |

| 4 ottobre 1987 3ª giornata | Campania Puteolana | 1 – 0 | Cagliari |  |

| 11 ottobre 1987 4ª giornata | Cagliari | 3 – 1 | Casertana |  |

| 18 ottobre 1987 5ª giornata | Torres | 0 – 0 | Cagliari |  |

| 25 ottobre 1987 6ª giornata | Cagliari | 0 – 0 | Nocerina |  |

| 1º novembre 1987 7ª giornata | Catania | 2 – 1 | Cagliari |  |

| 8 novembre 1987 8ª giornata | Ischia Isolaverde | 2 – 0 | Cagliari |  |

| 15 novembre 1987 9ª giornata | Cagliari | 0 – 1 | Reggina |  |

| 22 novembre 1987 10ª giornata | Monopoli | 0 – 0 | Cagliari |  |

| 29 novembre 1987 11ª giornata | Cagliari | 1 – 0 | Teramo |  |

| 6 dicembre 1987 12ª giornata | Salernitana | 1 – 0 | Cagliari |  |

| 13 dicembre 1987 13ª giornata | Cagliari | 1 – 0 | Campobasso |  |

| 20 dicembre 1987 14ª giornata | Brindisi | 1 – 0 | Cagliari |  |

| 3 gennaio 1988 15ª giornata | Cagliari | 3 – 1 | Licata |  |

| 10 gennaio 1988 16ª giornata | Foggia | 2 – 1 | Cagliari |  |

| 17 gennaio 1988 17ª giornata | Cagliari | 1 – 1 | Francavilla |  |

#### Girone di ritorno
| 24 gennaio 1988 18ª giornata | Cagliari | 0 – 0 | Cosenza |  |

| 31 gennaio 1988 19ª giornata | Frosinone | 1 – 0 | Cagliari |  |

| 7 febbraio 1988 20ª giornata | Cagliari | 1 – 1 | Campania Puteolana |  |

| 21 febbraio 1988 21ª giornata | Casertana | 1 – 1 | Cagliari |  |

| 28 febbraio 1988 22ª giornata | Cagliari | 1 – 1 | Torres |  |

| 6 marzo 1988 23ª giornata | Nocerina | 3 – 1 | Cagliari |  |

| 13 marzo 1988 24ª giornata | Cagliari | 2 – 1 | Catania |  |

| 20 marzo 1988 25ª giornata | Cagliari | 3 – 0 | Ischia Isolaverde |  |

| 2 aprile 1988 26ª giornata | Reggina | 1 – 1 | Cagliari |  |

| 10 aprile 1988 27ª giornata | Cagliari | 1 – 0 | Monopoli |  |

| 17 aprile 1988 28ª giornata | Teramo | 0 – 3 | Cagliari |  |

| 24 aprile 1988 29ª giornata | Cagliari | 0 – 2 | Salernitana |  |

| 8 maggio 1988 30ª giornata | Campobasso | 2 – 0 | Cagliari |  |

| 15 maggio 1988 31ª giornata | Cagliari | 2 – 0 | Brindisi |  |

| 22 maggio 1988 32ª giornata | Licata | 3 – 1 | Cagliari |  |

| 29 maggio 1988 33ª giornata | Cagliari | 1 – 0 | Foggia |  |

| 5 giugno 1988 34ª giornata | Francavilla | 2 – 1 | Cagliari |  |